# Zemský úřad v Brně

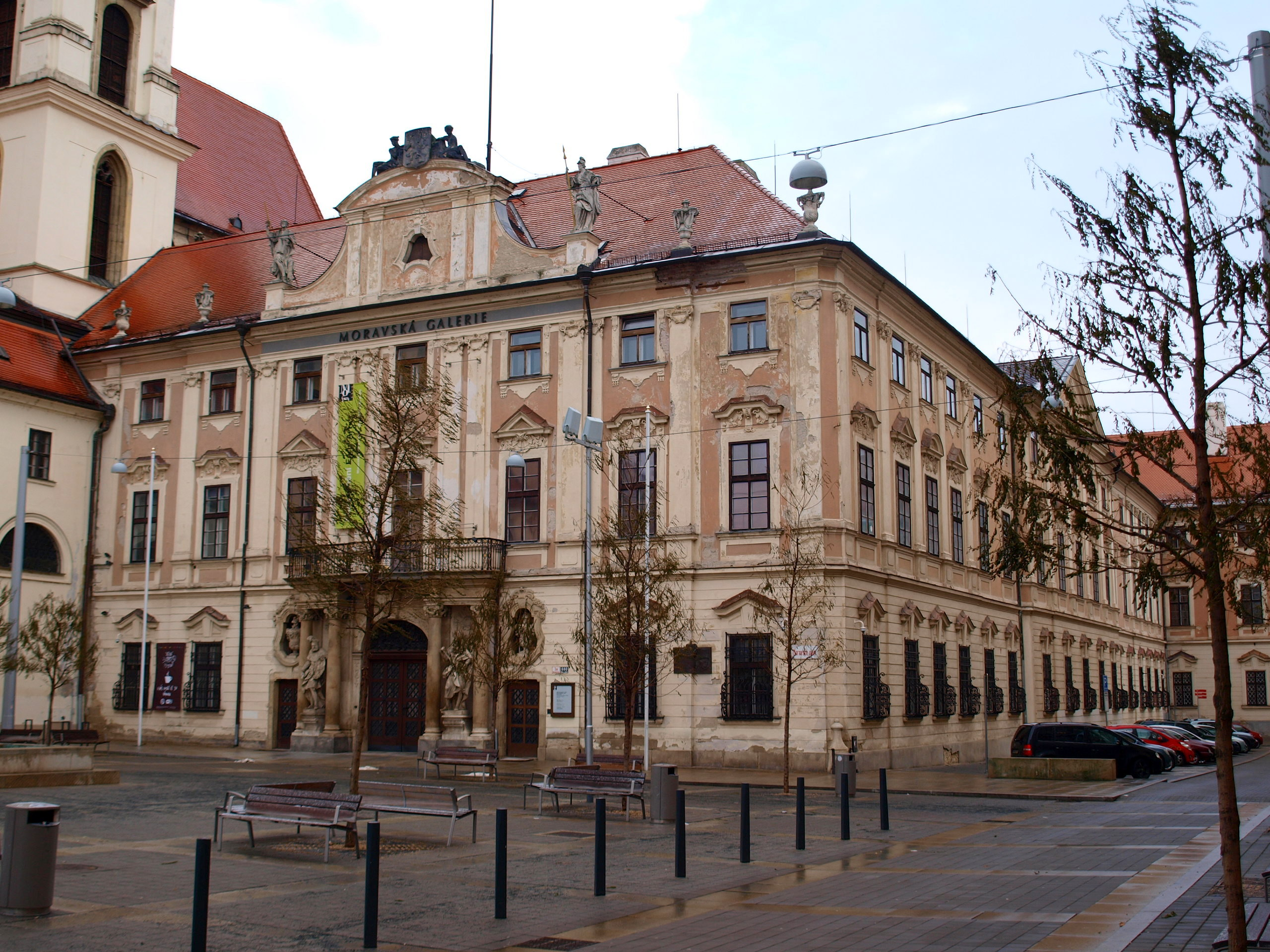
Sídlo Zemského úřadu v bývalém Místodržitelském paláci

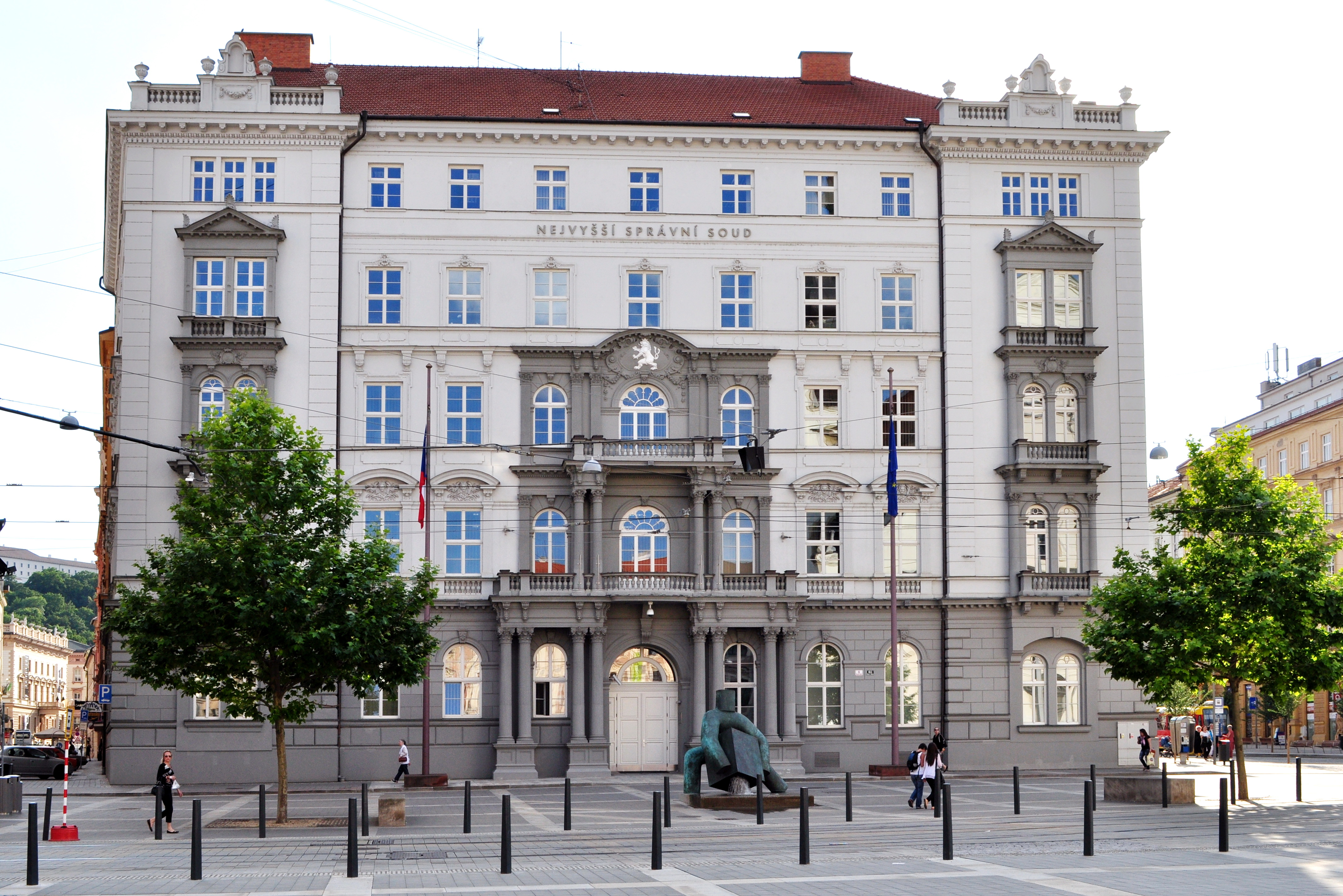
Další budova úřadu (Moravské náměstí čo. 6)

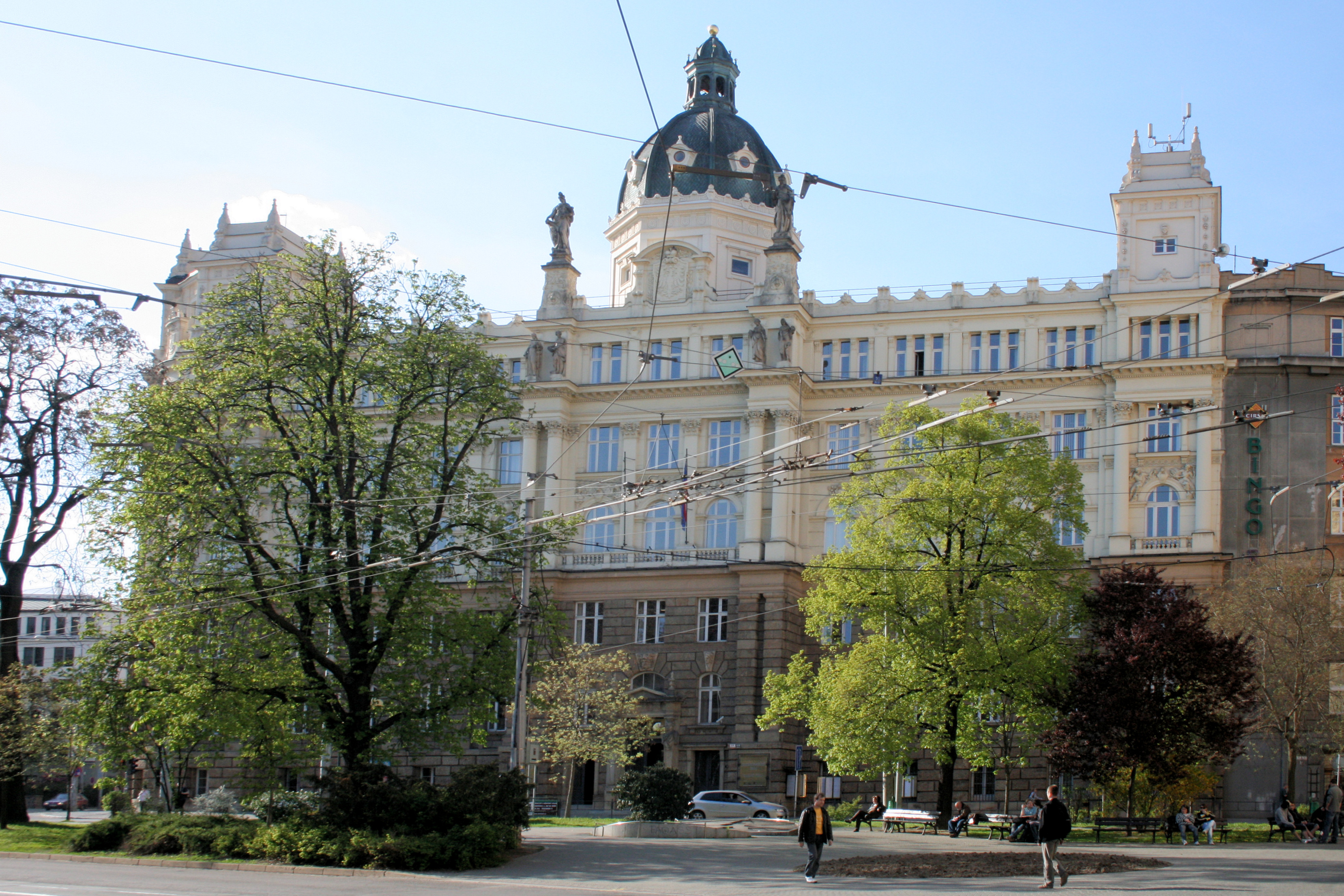
Nový zemský dům

Zemský úřad v Brně byl nejvyšší orgán státní správy a samosprávy v zemi Moravskoslezské v letech 1928–1945, který nahradil předchozí Zemskou správu politickou. Zemský úřad byl zřízen dle zákona č. 125/1927 Sb. O organisaci politické správy.
Přednostou zemského úřadu byl zemský prezident, který byl veden jako státní úředník. Byl podřízen ministerstvu vnitra a příslušelo mu propůjčovat služební místa na zemských a okresních úřadech. Zemského prezidenta jmenoval prezident republiky. 
Součástí zemského úřadu bylo zemské zastupitelstvo, pro zemi Moravskoslezskou čítalo 60 členů. Dvě třetiny z těchto zastupitelů byly voleny, zbytek byl pak ustanoven z řad odborníků z hospodářské, kulturní nebo sociální oblasti. Pečovalo o správní a hospodářské záležitosti země a jejího obyvatelstva, zejména o humanitní, zdravotní, sociální, hospodářské, dopravní a kulturní zájmy země a jejího obyvatelstva, pokud jde o úkoly, které svým významem přesahovaly rozsah a potřeby jednotlivých obcí a okresů, dotýkaly se zájmů větší části země a neměly celostátní důležitost.
Volby do zemského zastupitelstva proběhly v roce 1928 a 1935. 
Zemské zastupitelstvo volilo ze svých členů na příslušné volební období zemský výbor o 12 členech a 12 náhradnících. Zemskému výboru předsedal zemský prezident. Zemský výbor sestavoval na každý správní rok rozpočet o všech příjmech a vydáních v působnosti zemského zastupitelstva.
Zemský úřad se členil na následující útvary: 
- I.: vedení úřadu, organizační a osobní záležitosti,
- II.: záležitosti ústavní, hospodářské, finanční a účetní,
- III.: záležitosti nadací, škol a bezpečnosti,
- IV.: záležitosti pojišťovací, sociální a zdravotní péče,
- V.: záležitosti vojenské a četnické, dopravní, živnostenské, peněžní a spolkové,
- VI.: záležitosti zemědělské, lesního a vodního hospodářství, hornictví a veterinární,
- VI.: záležitosti stavební, silnic, vodních cest, vodovodů a kanalizací.

Sídlem Zemského úřadu byly budovy nynějšího Moravského náměstí č.o. 1 a č.o. 6, kde sídlil zemský prezident a nejvýznamnější útvary, další útvary se nacházely v Novém zemském domě na nynějším Žerotínově náměstí.  

## Změny za druhé republiky a za protektorátu Čechy a Morava
Výnos ministerstva vnitra č. B.-2363-18/1-39-2 ze 14. srpna 1939 omezil pravomoc zemských zastupitelstev, výnosem č. B.- 2363-4/6-40-246 z 10. června 1940 byla zemská zastupitelstva zcela zrušena. Alternativou k těmto orgánům měly být zemské správní komise, k jejich zřízení však nikdy nedošlo. 
Usnesení vlády z 18. září 1941 zahájilo zřizování zemských rad. Ministerstvo vnitra v říjnu 1941 nechalo zřídit zemskou radu v Brně, která měla zastávat funkci poradního orgánu zemského prezidenta. Zemská rada čítala osm členů a dalších osm náhradních členů.

## Přednostové zemského úřadu v Brně
- Jan Černý (1928 –1939) jako zemský prezident,
- Jaroslav Jan Caha (1939 – 1941) jako zemský prezident,
- Jaroslav Mezník (1941) jako zemský prezident,

Po zatčení Jaroslava Mezníka již funkce přednosty zemského úřadu nebyla obsazena, až do konce války ji vykonával zemský viceprezident.
- Karl Schwabe (1940–1945) jako zemský viceprezident.

## Zánik
V roce 1945 byl Zemský úřad přeměněn na úřad Moravskoslezského zemského národního výboru. 